# Худаферински мостове
Худаферинските мостове (на азербайджански: Xudafərin körpüsü; на персийски: پل‌های خداآفرین) са две средновековни инженерни съоръжения в непризнатата Република Нагорни Карабах, официално и юридически част от Азербайджан.
Свързват северния и южния бряг на река Аракс между селищата Кумлах и Худаферин. Обявени са за архитектурни паметници от 12-13 век и са ценни свидетели на историческото минало на страната. Мостовете са един от основните транспортни възли по Пътя на коприната и в миналото са имали международно значение. Освен това са ползвани като главен път при преминаването на големи маси войска и при миграцията на различни племена. В наше време големият мост все още функционира, а малкият е полуразрушен и предстои пълната му реконструкция.

## История
Първата информация в научната литература е публикувана през 1938 година в труда на А. Поуп „Изкуството на Иран“ и е придружена от рисунки на мостовете. Позовавайки се на иранския историк, географ и поет Хамдалах Казвини (Мустоуфи), авторът твърди, че първият от мостовете е построен през 636 година, в периода на арабските нашествия на територията на днешен Азербайджан, но тази дата е малко вероятна. Първите измервания на мостовете са направени през 1963 година и публикувани в „История на азербайджанската архитектура“ от А. Садихзаде. Детайлното им изучаване и измерване на всички елементи, става едва през 1974 година.

### Мост с 15 арки
По отношение на моста с 15 арки, някои историци считат, че арабските завоеватели не биха могли да го построят, едновременно с военните действия при нашествието им. Затова приемат сведенията на Казвини като информация за организацията по форсирането на река Аракс при Худаферин.
Други отчитат факта, че на това място напречно на реката, близо един срещу друг, както и във водата, са разположени естествени скални, гранитни издатини, много удобни като готови мостови основи. Възможно е, ползвайки ги, арабите бързо да изградят този мост за преминаване над Аракс.
Последното и най-разпространено предположение е, че е малко вероятно строителството на този мост да е станало през 7 век. То се отнася до доста по-късно време, когато арабите вече са присъединили териториите на днешен Азербайджан към своите владения. При сравнение с други стари мостове в страната, се стига до заключението, че той е придобил днешния си вид през 12 век, в периода на властване на тюркската династия Илдегизиди.
Мостът е разрушаван няколко пъти, за последен път – в края на 18 век. В наши дни по него текат реставрационни работи.

### Мост с 11 арки
Съществуват многочислени сведения за изградени над река Аракс мостове в различни исторически епохи, строени винаги в най-подходящата естествена среда. Вероятно там, където сега е разположен 11-арковия мост, е съществувал по-стар, още от времето на Ахеменидите. Според историческите сведения, при нашествието си арабите не ползват този мост, а пресичат реката непосредствено до село Худаферин. От това следва, че дори и да е съществувал древен мост на това място, той явно е бил полуразрушен и негоден за ползване.
Този мост е разположен на около 800 метра на запад от 15-дъговия. При изграждането на по-дългия мост, вероятно все още са съществували останките от стария, 11-арков, но въпреки това новият е построен. Според историците, през 13 век, в епохата на Хулагуидите (Илханиди), 11-дъговият мост също е възстановен. Интересно е, че за разлика от строителната техника, приложена при 15-арковия, по-малкият е възстановен със съвсем различна техника, близка до античната.
През този период оттук минава не само търговският път, а реката е пресичана и от големи групи хора за кратко време. Известно е, че след създаването на държавата на Илханидите, между тях и нападащата от север армия на Златната орда се водят непрекъснати военни действия, именно на територията на Азербайджан. За отбиване на нашествениците се налага бързото прехвърляне на голямо количество войски на северния бряг на реката, поради което са били необходими и двата моста.
Въпреки че главната резиденция на Илханидите се намира в Тебриз, според историческите източници през зимния период войските провеждат походи, пресичайки Аракс, и организират зимуване на територията на Азербайджан в Аран и Карабах. По тези места за кратко време възникват големи палаткови селища, едно от които е Аладаг в Муганските степи. Във връзка с това са били необходими достатъчно на брой съоръжения, които да позволяват за кратко време, само за няколко дни, да се прехвърлят през реката човешки маси, достигащи до 100 000 души, заедно с конете и стадата.

## Конструкции
Конструктивната система и на двата моста е традиционна за архитектурата на Средновековието със своите извити засводени отвори, чиято основа се опира на тежки, обемни вълноломи и здрави фундаменти. И двата са изключителни произведения на архитектурното творчество, демонстрират много добра инженерна мисъл и техника на строителството на високо ниво. От архитектурна гледна точка мостовете са хармонично свързани с околния пейзаж и естествените условия на местността.

### 15-арков мост
Важен факт, от архитектурна и конструктивна гледна точка, е използването на естествените скални издатини за фундаментите на моста, поради което линията му не е съвсем права. По този начин съоръжението се вписва естествено в природата на околната среда и свидетелства за прецизността на строителите. Освен това значително се опростява самото строителство, тъй като се избягва необходимостта от полагане на основи и изграждане на фундаменти във водния поток.
Както архитектурата, така и размерите на този мост зависят в голяма степен от разположението на скалите в реката, които влияят върху ритъма на сводестите отвори. Следвайки направлението на скалите, контурът на моста е вдлъбнат на няколко места. Цялата му дължина е 200 метра, ширината – 4,5 m, а най-високата му точка достига 10 метра над нивото на водата.
| № по ред       | 1    | 2    | 3    | 4    | 5    | 6    | 7    | 8    | 9    | 10   | 11   | 12   | 13   | 14   | 15   |
| -------------- | ---- | ---- | ---- | ---- | ---- | ---- | ---- | ---- | ---- | ---- | ---- | ---- | ---- | ---- | ---- |
| Ширина в метри | 6,20 | 6,40 | 7,80 | 7,80 | 8,16 | 8,19 | 8,70 | 5,80 | 5,97 | 8,80 | 8,00 | 8,00 | 7,75 | 7,79 | 6,10 |

Мостът е изграден от комбинация между речни каменни блокове и квадратни печени тухли. Строителството му представлява образец на качествена строителна техника. Смесената зидария, характерна за азербайджанската архитектура в по-ранни периоди, е приложена тук с голямо майсторство. При повишаване на водното ниво, устоите на моста са защитени от каменни вълноломи с триъгълна форма срещу течението на реката и полукръгла – в обратната посока.

### 11-арков мост
Този мост също е изграден така, че да хармонира изящно с пейзажа наоколо, като за основите отново са използвани главно съществуващите скални образувания. Размерите на отворите му са различни от тези на по-дългия мост. В средната част на реката те са с по-голяма дължина и съответно – по-високи. В близост до бреговете отворите стават по-къси и по-ниски. Страничните арки, към двата бряга имат почти точно полукръгло очертание.
Общата дължина на моста е 130 метра, ширината – 6 m, а максималната височина – 12 метра над водата. Облицован е с големи плочи от дялан варовик, но в наше време той е силно повреден.
Днес малкият мост е почти изцяло разрушен и са се съхранили само три средни отвора. Затова местното население го нарича „счупения мост“. Но даже и в тежко разрушено състояние, той въздейства като великолепна пътна структура.